# Birthright (a-ha)
«Birthright» — промо-сингл альбому «Analogue» норвезького гурту a-ha, випущений 27 жовтня 2006 року виключно для промоушену. Диск містив тільки пісню «Birthright», написану Магне Фуругольменом.

## Музиканти
- Пол Воктор-Савой (Paul Waaktaar-Savoy) (6 вересня 1961) — композитор, гітарист, вокалист.
- Магне Фуругольмен (Magne Furuholmen) (1 листопада 1962) — клавішник, композитор, вокаліст, гітарист.
- Мортен Гаркет (Morten Harket) (14 вересня 1959) — вокаліст.